# Gluí
En teories supersimètriques de física de partícules, un gluí (símbol g~) és el company supersimètric (fermió d'espín 1/2) hipotètic del gluó (bosó d'espín 1).
Si existeixen, s'espera que puguin ser produïts en parelles a acceleradors de partícules com el Gran Col·lisionador d'Hadrons del CERN.
Els gluins són fermions de Majorana i interaccionen via la força forta com un octet de color (com els gluons, s'esperen 8 gluins amb diferents combinacions de color). El gluí té nombre leptònic 0, nombre bariònic 0, i espín 1/2. En models de supersimetria que conserven R-paritat, els gluins decauen via la interacció forta en un squark i un quark (de masses inferiors a la del gluí). El squark subsegüentment decau en un altre quark i la partícula supersimètrica més lleugera (LSP) com el neutralí (que escapa el detector sense interaccionar). Així, la producció de gluins a un col·lisionador resulta en un senyal típic de quatre jets més energia mancant. Tanmateix si els gluins són més lleugers que els squarks, la desintegració d'un gluí en 3 cossos, neutralino i un parell quark antiquark, és cinemàticament accessible mitjançant un squark virtual.